# Promissum pulchrum
Il promisso (Promissum pulchrum) è un cordato estinto appartenente ai conodonti. Visse nell'Ordoviciano superiore (circa 480 milioni di anni fa) e i suoi resti sono stati ritrovati in Sudafrica.

## Descrizione
Il corpo di questo animale era lungo e affusolato, dotato di fasce muscolari (miomeri) e di una sorta di primitiva colonna vertebrale. Probabilmente assomigliava a una piccola anguilla o a un grosso verme, e raggiungeva la lunghezza di 40 centimetri. Promissum era sprovvisto di qualunque tipo di pinna, eccetto forse per una piccola pinna caudale. La testa era fornita di una primitiva bocca posta al di sotto degli occhi, con denti mineralizzati che costituivano un formidabile apparato predatorio.

## Classificazione
Descritto per la prima volta nel 1995, questo animale rappresenta uno dei conodonti meglio conosciuti. Questi enigmatici organismi furono per lungo tempo noti solo per i loro denti fossili, ma la scoperta di Promissum e di un animale simile (Clydagnathus) hanno permesso di ricostruire il loro vero aspetto e di classificarli come cordati eccezionalmente primitivi.

## Stile di vita
Promissum, come gran parte dei conodonti, era probabilmente un organismo nuotatore, capace di mantenere una certa velocità costante ma non di accelerare bruscamente. Probabilmente predava piccoli organismi che vivevano nella colonna d'acqua. 